# Mamestra configurata
Mamestra configurata är en fjärilsart som beskrevs av Walker 1856. Mamestra configurata ingår i släktet Mamestra och familjen nattflyn. Inga underarter finns listade i Catalogue of Life.